# ستار ستيزن
ستار ستيزن (بالإنجليزية: Star Citizen)‏ هي لعبة محاكاة فضاء قادمة، سوف تصدر على أجهزة ويندوز وجنو/لينكس. ومن المقرر أن تتكون من أربعة عناصر رئيسية هي: المعارك الفضائية، التعدين، الاستكشاف، والتجارة بالإضافة إلى عناصر تصويب منظور الشخص الأول وستكون لعبة كثيفة اللاعبين على الإنترنت مع خوادم خاصة قابلة للتعديل. كما يتفرع منها طور للعب الفردي واللعب التعاوني.
تم تصميمها بواسطة نسخة معدلة من محرك كراي إنجن وسوف تدعم نظارات الواقع الافتراضي. بدأ تطوير اللعبة في سنة 2012 عبر حملة تمويل جماعي في موقعها الرسمي ثم انتقلت الحملة إلى كيك ستارتر. وتعتبر اللعبة واحدة من أعلى الألعاب تكلفة حيث وصل التمويل في ديسمبر 2016 إلى 139 مليون دولار أمريكي.

## موجز
تقع أحداث اللعبة في درب التبانة وتركز على إمبراطورية تسمى «إمبراطورية الأرض المتحدة». والموضوع الأساسي للعبة هو المواطنة أو عدمها في هذه الإمبراطورية والتي يجب أن يحصل عليها اللاعب من خلال نشاطات مثل قضائه فترة الخدمة العسكرية.